# Sygrus
Sygrus is een geslacht van rechtvleugeligen uit de familie veldsprinkhanen (Acrididae). De wetenschappelijke naam van dit geslacht is voor het eerst geldig gepubliceerd in 1889 door Bolívar.

## Soorten
Het geslacht Sygrus omvat de volgende soorten:
- Sygrus rehni Dirsh, 1956
- Sygrus sepositus Bolívar, 1889
- Sygrus vansoni Rehn, 1944